# グリーンアイプロジェクト
グリーンアイプロジェクトは、福島県いわき市の水族館・アクアマリンふくしまで行われているシーラカンス研究プロジェクトである。

## 概要
シーラカンスは約3億8000万年前から姿をほとんど変えない「生きている化石」と呼ばれており、そ
の生態は謎に包まれている。アクアマリンふくしまは2001年からグリーンアイプロジェクトと題して、国内外の研究者と共同でシーラカンスの生態解明のための研究プロジェクトを実施している。
「グリーンアイ」の由来はシーラカンスの目が緑色をしていることによる。
国際シンポジウムや企画展の開催などのほかに2005年からはインドネシアにおけるインドネシア・シーラカンスの現地生息調査を行っている。この調査はインドネシアのスラウェシ島北部沖で、インドネシア科学技術院海洋研究所、サムラトランギ大学水産学部などと共同で行われた。
自走式水中カメラ（ROV）や高深度潜水を用いた調査を行い、2006年5月30日にはROVによりインドネシア・シーラカンスの撮影に成功した。生きているインドネシア・シーラカンスが撮影されたのは日本で初めて、世界では2例目となる。撮影されたビデオにもインドネシア・シーラカンスの「グリーンアイ」がはっきりと映っていた。
今後、シーラカンス生態保護プロジェクトとも協力しアフリカにおける調査も計画されている。